# Хлоя Дагерт
Хлоя Дагерт (англ. Chloé Dygert, нар. 1 січня 1997, Індіана, США) — американська велогонщиця, срібна призерка Олімпійських ігор 2016 року, бронзова призерка Олімпійських ігор 2020 року, чемпіонка світу.

## Виступи на Олімпіадах
| Олімпіада           | Дисципліна                    | Місце |
| ------------------- | ----------------------------- | ----- |
| Ріо-де-Жанейро 2016 | командна гонка переслідування | 2     |
| Токіо 2020          | командна гонка переслідування | 3     |

## Зовнішні посилання
- Хлоя Дагерт — олімпійська статистика на сайті Sports-Reference.com (англ.) (архівна версія)